# Tlenek rtęci(II)
Tlenek rtęci(II), HgO – nieorganiczny związek chemiczny z grupy tlenków, w którym rtęć występuje na II stopniu utlenienia.
Związek ten w temperaturze pokojowej jest ciałem stałym. Preparaty handlowo dostępne mają barwę czerwoną lub żółtą zależnie od stopnia rozdrobnienia. Związek ten jest trudno rozpuszczalny w wodzie i etanolu. Ogrzewany powyżej 400 °C rozkłada się z wydzieleniem wolnej rtęci i tlenu. Związek wykazuje dużą toksyczność dla ustroju ludzkiego. Używany jest w syntezach organicznych.

## Zastosowania medyczne
Tlenek rtęciowy (żółty i czerwony) jest stosowany niekiedy (obecnie bardzo rzadko, częściej stosowany jest amidochlorek rtęci) jako lek przeciwbakteryjny i przeciwpasożytniczy w dermatologii (stężenia 1–5% dla odmiany żółtej oraz 10% dla odmiany czerwonej) oraz okulistyce (stężenia 1–2%). Jest znany pod farmaceutycznymi nazwami Hydrargyrum oxydatum flavum oraz Hydrargyrum oxydatum rubrum. Stanowią składowe odpowiednio żółtej maści rtęciowej i czerwonej maści rtęciowej.
Preparaty
- Hydrargyrum oxydatum flavum BP, FP IV – subst. do receptury aptecznej / Farmalabor – Włochy[6].